# Maison Marcourt
La maison Marcourt est une habitation individuelle érigée à Esneux, dans le quartier de Sur-le-Mont, non loin du campus du Sart Tilman de l'université de Liège, selon des plans de l'architecte Charles Dumont.

## Localisation
La maison Marcourt est située Sur-le-Mont dans l'entité de Tilff, rue du Vieux Bois 14, sur le flanc sud de la colline du Sart Tilman, à 500 m du centre de l’agglomération.

## L'architecte
Charles Dumont, auteur de projet, transcrit essentiellement sa passion née pour la mission d’architecte au sein de nombreux projets d’habitations en région liégeoise.
« La maison n’est pas une machine, ni la machine une œuvre d’art. La maison est un organisme vivant et non pas seulement un agencement de matériaux morts : elle vit dans un ensemble et dans des détails. La maison est un épiderme du corps même ».

## Histoire

### Naissance du projet
C’est en 1980, que Madeleine Marcourt (dessinatrice au sein de l’atelier du Sart Tilman, un bureau d'architecture fondé par Claude Strebelle) devient maitre d’ouvrage du projet de sa propre habitation privée, Charles Dumont étant choisi comme auteur de projet. De longue date collaboratrice de Charles Dumont au sein de l’atelier, elle devient partie prenante de la conception même. « Marcourt, c’est Dumont » déclare Claude Strebelle. Un premier projet qui prendra fin pour suite budgétaire mais qui, cinq années plus tard, avec  une volonté et une énergie renouvelées, mènera à l’aboutissement concret de la maison Marcourt.

### Relation maître d'ouvrage-architecte
Les œuvres de Charles Dumont montrent son attention particulière à la précision conceptuelle du détail, à l’adéquation rigoureuse des solutions techniques, au soin scrupuleux de la mise en œuvre des matériaux sans toutefois exiger le recours à des technologies sophistiquées,.

## Le projet
Certains dénoncent parfois le travail de Dumont tel : « Un embrigadement dans un clan, une fascination du maitre, une communion à un idéal, voire une soumission à un absolu… ».       
Un petit logement qui, il est vrai, relève de quelque chose d’hypnotique dans cette conception de l’absolu, mais donnant une réponse adéquate, loin d’une réponse péremptoire visant la mise en place d’un modèle. Claude Strebelle souligne que « chaque personne étant unique, chaque maison de Dumont est unique et le restera ».

### Contexte
Un contexte architectural marqué, la maison vient de fait s’implanter face au bureau de l’atelier du Sart-Tilman mais également en aval de la maison de Claude Strebelle. Quelques années plus tard, Charles Dumont réalisera la maison Dejace quelques rues en amont du projet.
Situé sur une parcelle étriquée à l'angle de la rue du Vieux Bois, le projet comporte en son rez-de-chaussée une salle de séjour avec quelques dépendances, ainsi qu'un espace sous comble disposant une chambre et une salle de bains,.

### Accès-Entrée
Après une première fermeture tampon à la rue se dévoile un accès typique des œuvres de Dumont.,.

### Transcription formelle
Une transcription de ces attentions particulières apparait en façade.
La toiture d’ardoise et sa morphologie spécifique, influence du Goetheanum de Rudolf Steiner (Dornach , Suisse, 1928), apparaît sophistiquée, toujours ayant recours aux longs débordements,.